# Campsicnemus atlanticus
Campsicnemus atlanticus är en tvåvingeart som beskrevs av Dyte 1980. Campsicnemus atlanticus ingår i släktet Campsicnemus och familjen styltflugor. Inga underarter finns listade i Catalogue of Life.